# Branko Radičević
Branko Radičević (cyr. Бранко Радичевић; ur. 28 marca 1824 w Slavonskim Brodzie, zm. 1 lipca 1853 w Wiedniu) – serbski poeta romantyczny.
Był synem cesarskiego urzędnika Teodora Radičevicia. W pierwszych latach życia doświadczył śmierci swoich najbliższych: młodszego brata, siostry (zm. 1826) oraz matki – Róży Radičević (zm. 1828).
W latach 1830–1835 uczęszczał do szkoły elementarnej w Zemunie. W roku 1835 podjął naukę w karłowickim gimnazjum. W 1841 r. przeniósł się wraz z ojcem do Timișoary, gdzie kontynuował naukę.
Od 1843 studiował prawo w Wiedniu, gdzie obracał się w środowisku, na które mocno oddziaływała osoba Vuka Karadžicia. Radičević zapoznawał się tam z literaturą ludową. W 1844 r. ukazał się jego poemat „Tuga i opomena”.
W 1847 r. wydał pierwszy tom wierszy „Pesme” (I), który zadedykował młodzieży serbskiej. Wiersze zostały napisane w metrum typowym dla poezji ludowej oraz w języku serbskim przy zastosowaniu zasad reformy Vuka Karadžicia.
W 1848 r. u Radićevicia pojawiły się pierwsze symptomy gruźlicy.
W 1851 r. ukazał się drugi tom wierszy zatytułowany „Pesme” (II).
W 1853 r. stan zdrowia Radičevicia pogarsza się. W czerwcu tego samego roku zmarł.
Po śmierci Radičevicia został wydany trzeci tom jego poezji „Pesme” (III) 1862 r.
Początkowo Radičevicia pochowano na wiedeńskim cmentarzu, jednak po latach szczątki poety spoczęły na Stražilovie (szczyt w paśmie Fruškiej gory).